# Władysław Baczyński (lutnik)
Władysław Piotr (Ladislaus) Baczyński (ur. 1866 w Łodygowicach, zm. 1935 we Lwowie) – polski lutnik.
Urodził się w 1866 roku w Łodygowicach. Karierę zawodową rozpoczął jako urzędnik Cesarsko-Królewskich Kolei Państwowych w Krakowie, jednak w 1894 roku rozpoczął naukę lutnictwa u Gustava Häusslera. W latach 1904–1906 współpracował z Henrym Richardem Knopfem w Nowym Jorku, a następnie prowadził własną pracownię we Lwowie. Był członkiem stowarzyszeń lutniczych w Wiedniu i Berlinie, a jego kwalifikacje mistrzowskie zostały oficjalnie potwierdzone w niepodległej Polsce w 1922 roku. W 1912 roku otrzymał złoty medal i pierwszą nagrodę na międzynarodowej wystawie w Budapeszcie za swoje instrumenty .
W dorobku Baczyńskiego znajduje się 283 instrumentów smyczkowych, w tym co najmniej 11 altówek i kilka wiolonczel. Wzorował się głównie na Stradivarim, Guarnerim „del Gesù” i Amatim, choć znane jest także dzieło inspirowane Guadagninim. Jego instrumenty cechuje precyzyjne wykonanie, subtelnie rzeźbiona główka i indywidualne oznaczenia, w tym ręcznie pisana etykieta z podpisem .
Zmarł we Lwowie w 1935 roku, pochowany został na Cmentarzu Łyczakowskim .